# Distrikt Caja
Der Distrikt Caja liegt in der Provinz Acobamba in der Region Huancavelica im südwestlichen Zentral-Peru. Der Distrikt wurde am 2. Januar 1857 gegründet. Er besitzt eine Fläche von 86,9 km². Beim Zensus 2017 wurden 1942 Einwohner gezählt. Im Jahr 1993 lag die Einwohnerzahl bei 2973, im Jahr 2007 bei 2968. Die Distriktverwaltung befindet sich in der 3668 m hoch gelegenen Ortschaft Caja Espíritu (auch kurz „Caja“ oder mit dem vollen Namen „Caja Espíritu Santo“ genannt) mit 502 Einwohnern (Stand 2017). Caja Espíritu liegt 14 km südöstlich der Provinzhauptstadt Acobamba.

## Geographische Lage
Der Distrikt Caja liegt im zentralen Osten der Provinz Acobamba. Die Längsausdehnung in Nord-Süd-Richtung beträgt etwa 18 km, die maximale Breite liegt bei knapp 5 km. Der Distrikt befindet sich im ariden Andenhochland. Im Norden wird das Areal vom Río Mantaro, im Süden vom Río Urubamba begrenzt.
Der Distrikt Caja grenzt im Südwesten an den Distrikt Congalla (Provinz Angaraes), im Westen an den Distrikt Pomacocha, im äußersten Nordwesten an den Distrikt Acobamba, im Norden an den Distrikt Locroja (Provinz Churcampa) sowie im Osten an den Distrikt Marcas.

## Ortschaften
Im Distrikt gibt es neben dem Hauptort folgende größere Ortschaften:
- Huanccallaco (339 Einwohner)
- Pomacancha